# Ямпольский, Зелик Иосифович
Зелик Иосифович Ямпольский (Псевдоним «Ленкоранлы»; 1911, Баку — 1981) — советский и азербайджанский историк.
Оказал большое влияние на формирование ревизионистских концепций в азербайджанской историографии и на всех азербайджанских авторов, писавших об этногенезе азербайджанцев во второй половине XX века, в том числе на З. М. Буниятова. Сторонник псевдонаучных концепций, в частности, марризма.